# Halenia robusta
Halenia robusta är en gentianaväxtart som beskrevs av Ernest Friedrich Gilg. Halenia robusta ingår i släktet Halenia och familjen gentianaväxter. Inga underarter finns listade i Catalogue of Life.